# HD 166599
HD 166599，又名CP-63 4343，SAO 254189、HR 6805，是一颗恒星，视星等为5.6，位于銀經331.4，銀緯-20.11，其B1900.0坐标为赤經18h 6m 11s，赤緯-63° -20.11′ 52″。